# Ардастра (парковый и зоологический центр)

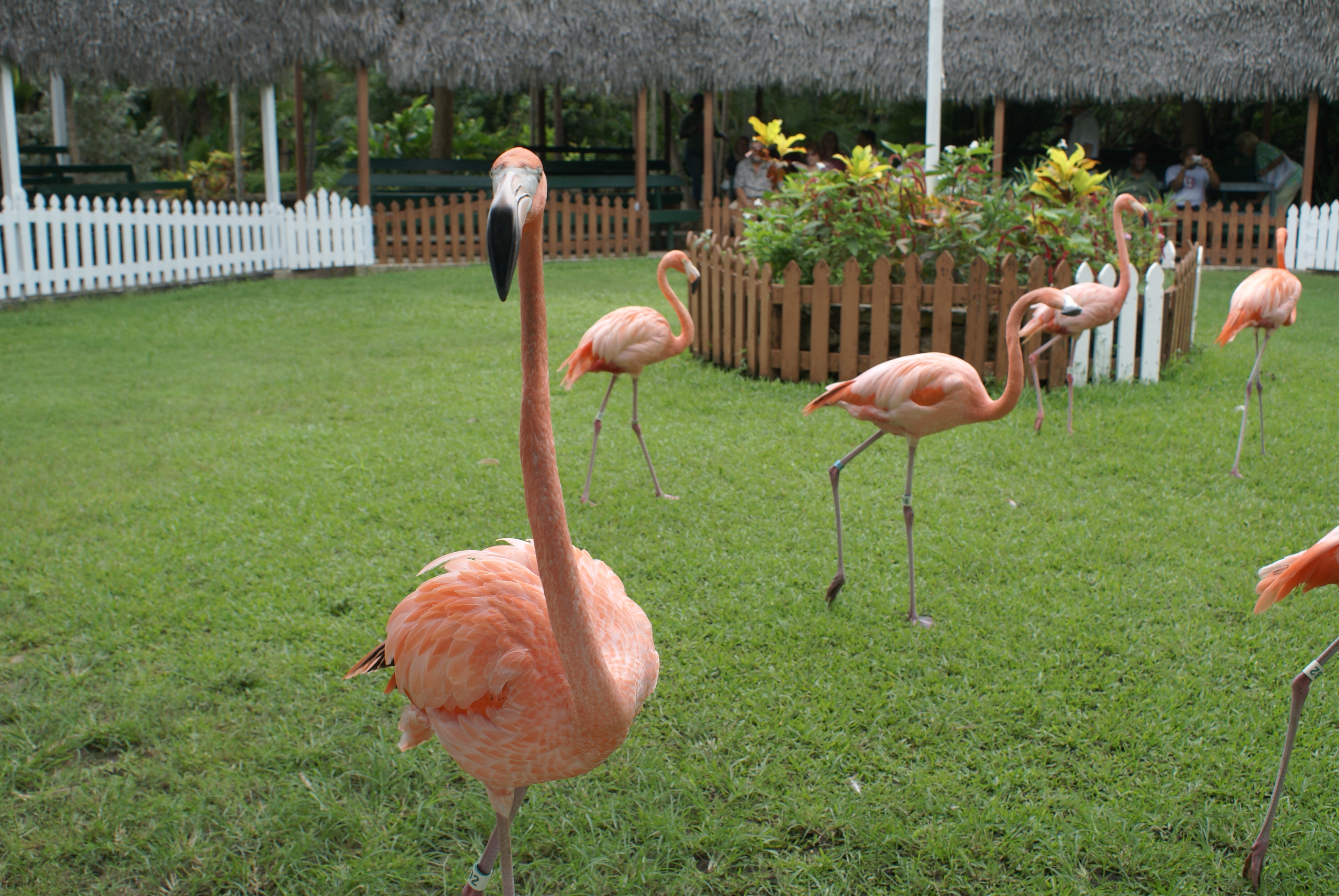
Фламинго в парке Ардастра

Ардастра (англ. Ardastra Gardens, Zoo and Conservation Centre) — парковый и зоологический центр, находящийся в Нассау, Багамские Острова.
Парк Ардастра был разбит в 1937 году и является работой Хэдли Вивьена Эдвардса, мастера паркового хозяйства с Ямайки. Само наименование Ардастра является сокращением латинского выражения Ardua astrum (Стремимся к звёздам). Особенно известна Ардастра живущей здесь колонией розовых фламинго, первые из которых были подарены парку багамским колониальным правительством в 50-х годах XX столетия с целью разведения этой редкой на Багамах птицы.
В 1982 году, после того, как центр Ардастра возглавил уроженец Багамских островов Норман Соломон, здесь был открыт первый на Багамах зоопарк. В настоящее время в зоопарке Ардастра, помимо фламинго, живёт более 300 животных.